# Narodna Republika Poljska
Narodna Republika Poljska (polj. Polska Rzeczpospolita Ludowa, skraćeno: PRL) bio je službeni naziv za državu Poljaka u razdoblju od 1952. do 1990. godine.
Iako su komunisti, odmah nakon oslobođenja 1944., preuzeli vlast, ime države promijenjeno je tek osam godina kasnije, prikazujući tako uništenje svega demokratskog u toj državi.
Iako je NR Poljska bila suverena država po međunarodnoj definiciji, njezine vođe morale su proći odobrenje Kremlja. Svoju su politiku prilagodili s onom u Moskvi, radeći tako od Poljske satelitsku zemlju Istočnoga bloka, tj. SSSR-a. SSSR je imao mnogo utjecaja u svezi s unutanjom i vanjskom politikom, a Crvena armija se utaborila u Poljskoj (1945. – 500.000 vojnika; 1955. – 120.000 do 150.000 vojnika, te 1989. – 40.000 vojnika ). 1945. sovjetski su generali i nadzornici činili 80% časničkog kadra Poljske vojske. Poljska stranka ujedinjenih radnika postala je dominantna politička stranka, čineći tako Poljsku socijalističkom zemljom.